# محمد پورستار
محمدقاسم پورستار (زاده ۴ تیر ۱۳۱۸ – درگذشتهٔ ۲۵ آبان ۱۳۹۶) بازیگر اهل ایران بود.

## زندگی
پورستّار متولّدِ ۱۳۱۸ در استان اردبیل بود. وی از پیش از انقلاب فعالیتهای هنری خود را آغاز کرد و در ۱۶ فیلم سینمایی ایفای نقش کرد که از جمله آن می‌توان به «صبح روز هفتم»، «نطفه شوم»، «لاک پشت»، «آخرین شناسایی»، «عصیان»، «مسافران»، «ارثیه شکار» اشاره کرد. او در مجموعه‌های متعددی همچون «مریم مقدس»، «مردان آنجلس»، «یوسف پیامبر» و «مختارنامه» نیز ایفای نقش کرده‌است.

## بیماری و مرگ
او که در سالهای پایانی عمر دچار عارضه قلبی شده بود، مدت‌ها در بیمارستان بستری و سرانجام پس از بهبودی به خانه منتقل شد اما صبح روز پنجشنبه ۲۵ آبان ۱۳۹۶ در منزل خود در سن ۷۸ سالگی درگذشت.

## فیلم‌شناسی

### سینمایی
- کاروان‌ها (مشترک با آلمان و آمریکا ۱۳۵۶)
- چنین کنند حکایت(کوتاه ۱۳۵۸)
- غریبه و مه (۱۳۵۳)
- کلاغ (۱۳۵۶)
- چریکه‌ی تارا (۱۳۵۸)
- آفتاب‌نشین‌ها (۱۳۶۰)
- سفیر (۱۳۶۲)
- میلاد (۱۳۶۳)
- اتوبوس (۱۳۶۴)
- جستجو در شهر (۱۳۶۵)
- کنار برکه‌ها (۱۳۶۶)
- شکار (۱۳۶۶)
- ارثیه (۱۳۶۸)
- ابلیس (۱۳۷۰)
- مسافران (۱۳۷۱)
- پاییز بلند (۱۳۷۲)
- عصیان (۱۳۷۲)
- آخرین شناسایی (۱۳۷۳)
- راه افتخار (۱۳۷۴)
- لاک‌پشت (۱۳۷۶)
- ایران سرای من است (۱۳۷۷)
- مریم مقدس (۱۳۸۰)
- مسیح (۱۳۸۳)
- صبح روز هفتم (۱۳۸۷)
- نطفه شوم (۱۳۸۷)

### تلویزیونی
- تله‌فیلم «میرنصیر و غول نگون‌بخت» (۱۳۵۳)
- تله‌فیلم «ابوریحان»[۳] (۱۳۶۴)
- گرگ‌ها (۱۳۶۶–۱۳۶۵)
- سارا[۴]  (۱۳۷۱)
- زندگی (۱۳۷۱–۱۳۷۰)
- نبردی دیگر (۱۳۷۴)
- سرزمین ملائک (علی غفاری ۱۳۷۵)
- خبرنگار خارجی[۵] (۱۳۷۷)
- مردان آنجلس (۱۳۷۹)
- آتش و شبنم (۱۳۸۲–۱۳۷۹)
- مریم مقدس (۱۳۸۱)
- یوسف پیامبر (۱۳۸۷)
- بشارت منجی (۱۳۸۹)
- بچه طهران (۱۳۸۹)
- مختارنامه (۱۳۹۰–۱۳۸۹)